# 'Aïn el Ardja
'Aïn el Ardja är en källa i Algeriet. Den ligger i provinsen El Bayadh, i den nordvästra delen av landet, 500 km sydväst om huvudstaden Alger. 'Aïn el Ardja ligger 1 101 meter över havet.
Terrängen runt 'Aïn el Ardja är platt åt nordväst, men åt sydost är den kuperad.  Runt 'Aïn el Ardja är det mycket glesbefolkat, med 2 invånare per kvadratkilometer. Närmaste större samhälle är Asla, 17,6 km väster om 'Aïn el Ardja. Trakten runt 'Aïn el Ardja är ofruktbar med lite eller ingen växtlighet.